# ماونت ایری (کارولینای شمالی)
ماونت ایری (به انگلیسی: Mount Airy) شهری در ایالت کارولینای شمالی کشور ایالات متحده آمریکا است که جمعیت آن در سرشماری سال ۲۰۱۰ میلادی، ۱۰٬۳۸۸ نفر بوده‌است.